# Helge Bjønsaas
Helge Bjønsaas (21 maggio 1968) è un ex calciatore norvegese, di ruolo difensore.

## Carriera

### Club
Bjønsaas cominciò la carriera professionistica con la maglia dello Start. Esordì nell'Eliteserien in data 26 aprile 1992, nella vittoria per 4-1 sul Sogndal. Il 21 giugno successivo, segnò la prima rete nella massima divisione norvegese: contribuì con un gol al successo per 4-1 sul Mjøndalen. Nel 1997 passò al Viking. Il primo incontro in squadra fu datato 13 aprile, in occasione del pareggio per 2-2 contro il Sogndal. Vi rimase in forza per due anni e mezzo, per poi tornare allo Start. Nel 2004, militò nelle file dello FK Arendal.